# E39 (Ecuador)
De E39 of Vía Colectora Rocafuerte-El Rodeo (Verzamelweg Rocafuerte-El Rodeo) is een secundaire nationale weg in Ecuador. De weg loopt van Rocafuerte naar El Rodeo en is ongeveer 20 kilometer lang.